# 天猛公
天猛公（爪夷文：تمڠݢوڠ，罗马化：Temenggung或Tumongong）是马来人诸苏丹国中的一种高级官职，一般负责国中治安，是苏丹宫廷侍卫、警察和军队统领。现已演变成为东马来西亚和汶莱的一种荣誉称号。

## 歷史
1511年，马六甲王国被葡萄牙灭亡，苏丹逃亡廖内群岛，派遣天猛公代表统治其在大陆的领地，即今柔佛和新加坡地区。1760年后，天猛公作为廖内苏丹的封臣成为上述地区实际上的统治者。
1819年，英国殖民者斯坦福·莱佛士在新加坡登陆，并与天猛公阿都拉曼签订协定，在当地建立殖民据点。但是根据廖内苏丹和荷兰之间的条约，天猛公并不能代表苏丹与外国定约。故此，莱佛士和阿都拉曼于当年2月6日拥立廖内苏丹觊觎者，当时苏丹的长兄东姑胡申为傀儡苏丹，声称英国只承认东姑胡申为合法的廖内苏丹。
1868年，天猛公阿武峇卡在英国支持下废黜傀儡苏丹，1885年，他自命为柔佛苏丹。